# MG Maglificio (equip ciclista)

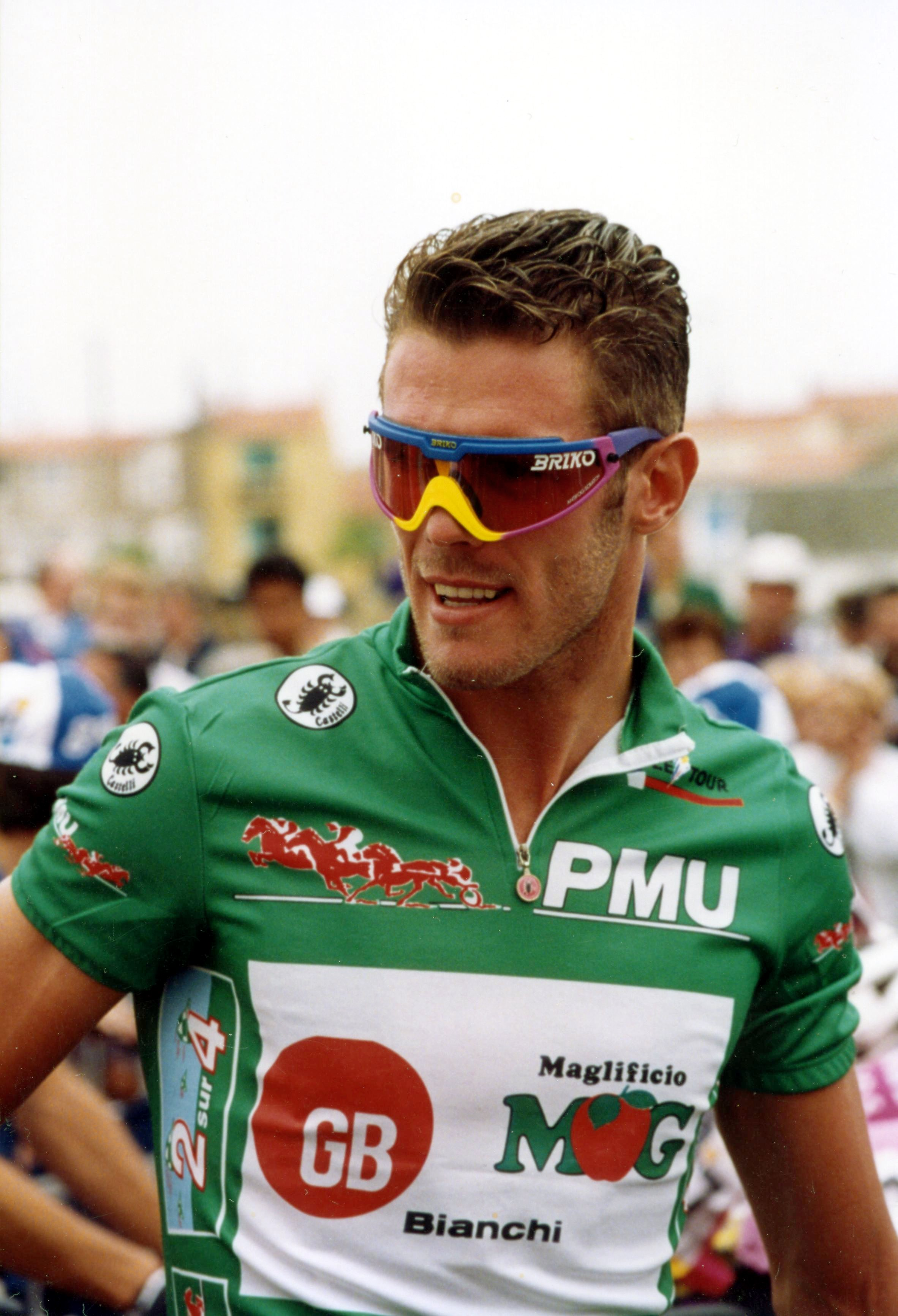
Mario Cipollini al 1993

L'equip MG Maglificio va ser un equip ciclista italià de ciclisme en ruta que va competir de 1992 a 1998.

## Història
L'equip es fundà el 1992 amb la fusió de l'equip belga del Tonton Tapis-GB i de l'italià del Del Tongo-MG Boys. El 1995 l'empresa GB va deixar de patrocinar l'equip, per anar a fer-ho al Mapei. Entre els seus millors resultats hi ha vint victòries d'etapa al Giro d'Itàlia, 8 al Tour de França, dues Lieja-Bastogne-Lieja i dos Tour de Flandes entre d'altres. Al final de 1997, després de tenir problemes amb el dopatge durant el Giro d'Itàlia, l'equip es fusiona amb restes del Batik-Del Monte i passà a anomenar-se Riso Scotti-MG Boys Maglificio.

## Principals resultats

### A les grans voltes
- Giro d'Itàlia
  - 7 participacions (1992, 1993, 1994, 1995, 1996, 1997, 1998)
  - 22 victòries d'etapa:
    - 7 el 1992: Mario Cipollini (4), Franco Vona (2), Franco Chioccioli
    - 3 el 1993: Fabio Baldato (3)
    - 3 el 1994: Marco Saligari, Maximilian Sciandri, Pascal Richard
    - 3 el 1995: Rolf Sørensen (2), Pascal Richard
    - 3 el 1996: Fabiano Fontanelli, Pascal Richard, Gianni Bugno
    - 1 el 1997: Fabiano Fontanelli
    - 1 el 1998: Nicola Minali, Nicola Miceli

  - 2 classificacions secundàries:
    - Classificació per punts: Mario Cipollini (1992)
    - Gran Premi de la muntanya: Pascal Richard (1994)

- Tour de França
  - 7 participacions (1992, 1993, 1994, 1995, 1996, 1997, 1998)
  - 8 victòries d'etapa:
    - 1 el 1992: Franco Chioccioli
    - 2 el 1993: Mario Cipollini, Zenon Jaskuła
    - 1 el 1994: Rolf Sørensen
    - 2 el 1995: Fabio Baldato, Maximilian Sciandri
    - 2 el 1996: Fabio Baldato, Pascal Richard

- Volta a Espanya
  - 2 participacions (1992, 1996)
  - 3 victòries d'etapa:
    - 3 el 1996: Fabio Baldato (2), Gianni Bugno

## Classificacions UCI

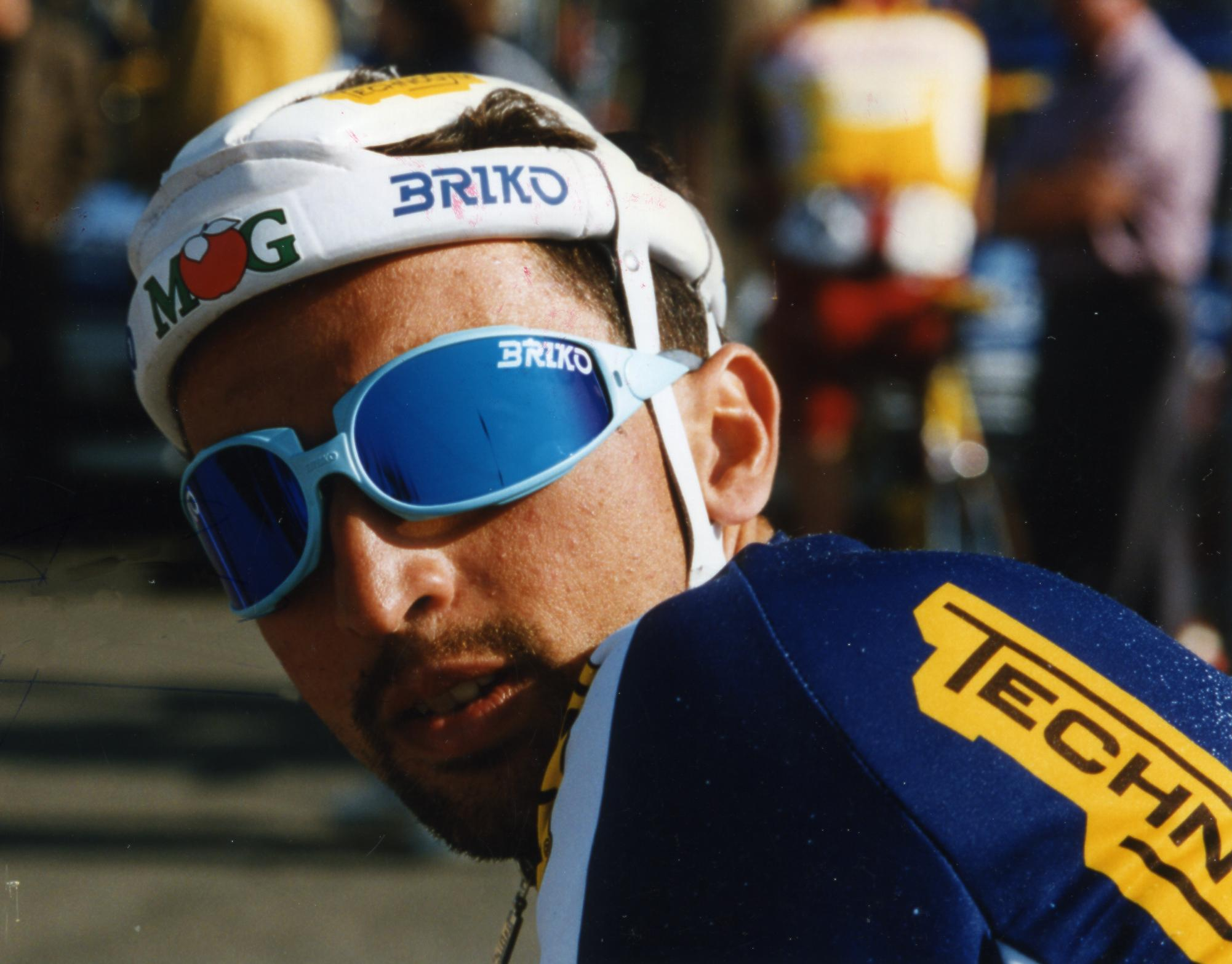
Fabio Baldato al 1997

| Temporada | Classificació per equips | Millor ciclista en la classificació individual |
| --------- | ------------------------ | ---------------------------------------------- |
| 1995      | 3r                       | Pascal Richard (11è)                           |
| 1996      | 3r                       | Michele Bartoli (5è)                           |
| 1997      | 14è                      | Michele Bartoli (3r)                           |
| 1998      | 24è                      | Fabio Baldato (59è)                            |